# Isocapnia kudia
Isocapnia kudia är en bäcksländeart som beskrevs av William Edwin Ricker 1959. Isocapnia kudia ingår i släktet Isocapnia och familjen småbäcksländor. Inga underarter finns listade i Catalogue of Life.